# Drunksouls
Drunksouls, parfois aussi écrit Drunk Souls, est un groupe de reggae rock français, originaire d'Aix-en-Provence, dans les Bouches-du-Rhône. La composition du groupe évolue au fil des ans pour atteindre sa composition actuelle.

## Biographie
Au départ, le groupe, formé en 2002, débute dans une formation de rock très classique (2 guitaristes, 1 bassiste, 1 batteur, 1 chanteur). Après avoir fait du punk rock à leurs débuts, ils se tournent vers le reggae rock. Le groupe commence par répéter dans la salle de musique du Centre en route de la navigation aérienne Sud-Est à Aix-en-Provence comme d'autres groupes comme les Dud, La Tante à Denis, Rose Vinyle, The Leads, Chug-A-Lug ou Kaiser Sushis.
En 2005, Drunksouls sort un pré-album avec 10 titres qui est distribué sur Internet et le groupe se fait connaître en dehors des frontières provençales. C’est également le moment des premières diffusions radio notamment sur Europe 2 au niveau national, sur de nombreuses radio locales (Chérie FM, Radio Galère, Radio Grenouille) et webradios. Ils se font aussi connaitre à l’étranger où la diversité des langues utilisées dans leurs chansons (français, anglais, espagnol, polonais, arabe) leur permettent de toucher le public. Un pré-album dix titres entièrement auto-produit, On verra plus tard, destiné à Internet sort sur Jamendo. En  2008 sort On verra plus tard, un album 13 titres, le 31 mars et vendu lors des concerts ou par correspondance. Leur chanson Comme Louise et Thelma (album On verra plus tard...) fait référence au film Thelma et Louise de Ridley Scott.
En 2011, le groupe publie son deuxième album, Revolution, le 19 octobre, félicité par La Grosse Radio. La même année, ils composent 7 chansons pour la bande originale de I Believe I Can Fly (Flight of the Frenchies) de Sébastien Montaz-Rosset, film documentaire de 40 minutes. Ce documentaire reçoit le Grand prix du Festival du Film d'Aventure de La Rochelle, le Prix spécial du jury du Festival International du Film de Vancouver. Il est aussi présent aux XIVe Rencontres du Cinéma de montagne de Grenoble 2011 (19 au 23 novembre).
Pour 2013, une tournée internationale débute le 26 avril à Genève, en Suisse, pour le festival Fais vibrer ton fil. Bien que sans nouvel album, le groupe reste actif sur les réseaux sociaux, en particulier Twitter, en date de 2021.

## Membres
- Djamil Ramdane — auteur-compositeur-interprète
- Julien Mur — guitare, composition, arrangements musicaux
- Julien Heurtel — batterie
- Adrien Coulomb — basse
- Jean Marc Layani — claviers
- Romain Morello — trombone
- Pierre Pesin — trompette
- Damien Jahannot — ingénieur du son

## Discographie

### Albums studio
- 2008 : On verra plus tard (31 mars)
- 2011 : Revolution (19 octobre)

### Concerts
- 2010 : Finale du Festival Génération Réservoir à l'Olympia de Paris (11 janvier).
- 2011 : Cannes Shopping Festival au Grand Auditorium du Palais des festivals et des congrès de Cannes (22 avril).
- 2011 :reprogrammés au Grand Auditorium en première partie de Tiken Jah Fakoly (8 septembre).

## Vidéographie

### Cinéma
- 2011 : Bande originale de I Believe I Can Fly (Flight of the Frenchies) de Sébastien Montaz-Rosset

### Télévision
Leur clip vidéo Human Race est diffusé en France sur Direct Star, et aux États-Unis sur Music MIX USA (5 millions de téléspectateurs), Power Play Music TV (17,8 millions), The Indie Music, et Video Show (11 millions). Le clip est aussi diffusé dans le night[Quoi ?] de Californie par le réseau Evision/Billboard DJ